# Vladimir de Repta
Vladimir Vasile de Repta (n. 25 decembrie 1841/6 ianuarie 1842, Bănila pe Ceremuș, azi Ucraina – d. 24 aprilie 1926, Cernăuți) a fost un mitropolit român, membru de onoare al Academiei Române. A fost deputat în Dieta Bucovinei și în Camera Imperială din Viena, precum și senator de drept (reprezentant al Mitropoliei Bucovinei) în primul parlament al României Mari (noiembrie 1919-1920). A fost membru sprijinitor al Societății Academice Junimea și al Societății Meseriașilor Români din Cernăuți.
A studiat la Institutul Teologic din Cernăuți, dar și-a continuat studiile la universitățile din Bonn, Munchen și Zurich. S-a întors în Bucovina, fiind numit profesor de studiu al Noului Testament la Universitatea Franz Joseph din Cernăuți.
A fost episcop la Rădăuți și mitropolit al Bucovinei și Dalmației din 1902 până în 1924.

## Scrieri
- Datinele ceremoniile și deprinderile religioase în însemnătatea lor pentru dezvoltarea culturei, 1882
- Așezământuri călugărești, Cernăuți, 1895

## Legături externe
- Membrii Academiei Române din 1866 până în prezent – R
- Vladimir Repta, CrestinOrtodox.ro
- Vladimir Repta - Dictionarul Teologilor Romani[nefuncțională]
, Biserica.org
- Mitropolitul Vladimir Repta[nefuncțională]
, 12 februarie 2010, Marius Vasileanu, România liberă
- Memoria Bisericii în imagini: Mitropolitul Vladimir Repta al Bucovinei[nefuncțională]
, 8 martie 2010, Adrian Nicolae Petcu, Ziarul Lumina

1. ↑   https://www.parlament.gv.at/WWER/PARL/J1848/Repta.shtml, accesat în 31 octombrie 2019 Lipsește sau este vid: |title= (ajutor)